# RED (Radio Equipment Directive)
RED (Radio Equipment Directive) és una directiva d'equips amb ràdio, és una normativa adoptada per la Unió Europea per a establir uns estàndards nous pels equips amb radiofreqüència dintre del mercat únic europeu.
- S'anomena RED 2014/53/EU i va ser publicada el 22 de maig del 2014.
- La directiva RED aplica des del 13 de juny del 2016.
- La directiva RED 2014/53/EU remplaça la directiva anterior R&TTE 1999/5/EC (Radio & Telecommunications Terminal Equipment Directive).
- Els fabricants que aplicaven la directica R&TTE tindran fins al 13 de juny del 2017 per a canviar a la directiva RED.
- La RED aplica a tots els dispositius que operen per sota la freqüència de 3 GHz.

## Harmonització
La directiva RED s'harmonitza (compatibilitza) amb els estàndards definits per l'organització ETSI.
Les normes són :
EN 301 489-27 : compatibilitat electromagnètica
EN 301 489-29 : dispositius de dades mèdiques
EN 301 489-35
EN 300 113 : serveis mòbils terrestres
EN 302 372 : Dispositius de curt abast (SRD)
EN 301 908-1 : xarxes cel·lulars com IMT (4G)
EN 301 908-22 : interfícies ràdio IMT-2000 (OFDMA TDD WMAN) (3G)
EN 300 674-2.2 : comunicacions dedicades de curt abast
EN 301 489-31
EN 301 489-5 : sistemes de ràdio mòbil terrestre
EN 301 489-6 : sistemes DECT
EN 300 328 : banda ampla
EN 301 908-10 : IMT-2000
EN 301 426 : servei satèl·lit mòbil marítim (no per emergències)
EN 301 444 : estacions terrestres de mòbil
EN 302 065-2 : banda ultra ampla
EN 302 065-3 : banda ultra ampla
EN 301 406 : DECT
EN 302 339 : banda ampla (Fluidmesh)
EN 301 360 : terminals d'usuari via satèl·lit